# Nico Krols
Nico Krols (1971) is een Belgische journalist, hoofdredacteur en filmrecensent.
Van 1991 tot 1994 studeerde hij 'Pers en Informatie' bij PHICOM in Antwerpen. Van 1996 tot 1998 vervolgde Krols zijn studietijd aan het Instituut voor Journalistiek. Enkele jaren later volgde Krols van 2003-2004 aan de Universiteit Antwerpen de studie 'Filmtheorie en Beeldende Cultuur'.

## Werk
Van 1995 tot mei 2015 werkte hij als journalist voor het Vlaamse welzijns- en gezondheidsmagazine 'Weliswaar'. Van 1998 tot 2015 was hij tevens filmcriticus voor De Morgen.  Vanaf 2006 combineerde hij dat tot 2015 met zijn werk als journalist bij het tijdschrift Knack. In Knack publiceerde hij samen met Marleen Teugels de artikelenserie Asbest, de seriemoordenaar.  De serie werden in 2007 bekroond met de Dexiaprijs en De Loep in de categorie 'Tekstueel'.
In mei 2015 werd Krols woordvoerder van de Vlaamse minister van Welzijn, Volksgezondheid en Gezin. Sinds 2020 is hij stafmedewerker Communicatie en Netwerking aan de Katholieke Universiteit Leuven.

## Prijzen
- De Loep (2007)
- Dexiaprijs (2007)